# Six (album)
Six is een album uit 1973 van de Britse band Soft Machine.

## Geschiedenis
Deze oorspronkelijk dubbelelpee was het zesde album van de groep. De ene elpee bevatte liveopnamen en de tweede bevatte studio-opnamen. De composities zijn gestructureerder van aard en minder experimenteel. Dit komt vooral door Karl Jenkins, net als John Marshall afkomstig uit Nucleus, aangetrokken na het vertrek van Elton Dean, die veel meer een improvisator was.

## Tracks
1. "Fanfare" (Karl Jenkins) – 0:42
2. "All White" (Mike Ratledge) – 4:46
3. "Between" (Karl Jenkins/Mike Ratledge) – 2:24
4. "Riff" (Karl Jenkins) – 4:36
5. "37 1/2" (Mike Ratledge) – 6:51
6. "Gesolreut" (Mike Ratledge) – 6:17
7. "E.P.V." (Karl Jenkins)  – 2:47
8. "Lefty" (Karl Jenkins/Mike Ratledge/John Marshall/Hugh Hopper) – 4:56
9. "Stumble" (Karl Jenkins) - 1:42
10. "From 13" - 5:15
11. "Riff II" (Karl Jenkins) - 1:20
12. "The Soft Weed Factor" (Karl Jenkins) - 11:13
13. "Stanley Stamps Gibbon Album (For B.O.) (Mike Ratledge) - 5:50
14. "Chloe And The Pirates (Mike Ratledge) - 9:28
15. "1983" (Hugh Hopper) - 7:11

Het album werd in 2007 door Sony BMG opnieuw uitgebracht in de serie "Soft Machine Remastered - The CBS Years 1970-1973" en bevat "innerline notes" van muziekuitgever en muziekhistoricus Mark Powell. Hierin beschrijft hij gedetailleerd het ontwikkelingsproces van de band.

## Bezetting
- Mike Ratledge – Pianet, orgel, piano, celesta
- Hugh Hopper – basgitaar
- Karl Jenkins – hobo, sopraansaxofoon, piano, celesta
- John Marshall - drums, percussie